# マサチューセッツ大学
マサチューセッツ大学（英語: The University of Massachusetts）は、マサチューセッツ州ボストン市に本部を置くアメリカ合衆国の州立大学。1863年創立、1947年大学設置。大学の略称はUMass。
マサチューセッツ大学は、ボストンの西約90マイルの所にあるアマースト校を含む5つの大学からなる州立大学システム（UMassシステム）である。マサチューセッツ大学システムに属する各校はそれぞれ独立して運営されている。大学生は約45,300人、大学院生は約13,600人の計約58,900人である。スタッフは約4,800人の教授を含む計約16,000人である。公式略称は“UMass”で、アメリカでは一般的に“ユーマス”の名で広く知られている。最初の2011年THE世界大学ランキングでは56位であり、最新の2025年THE世界大学ランキングでは84位である。

## 沿革
1863年にアマーストにて創立されたマサチューセッツ農科大学（Massachusetts Agriculture College、現マサチューセッツ大学アマースト校）が前身である。北海道大学の事実上の創始者として知られるウィリアム・スミス・クラークは、札幌農学校初代教頭に就任するまで同大学の第3代学長であった。
1931年にマサチューセッツ州立大学 (Massachusetts State College) となったのを経て、1947年にマサチューセッツ大学 (The University of Massachusetts) となる。1962年にウースター校 (Worcester) 、1964年にボストン校 (Boston) がそれぞれ開校、1991年にローウェル大学 (University of Lowell) 及びサウスイースタンマサチューセッツ大学 (Southeastern Massachusetts University) を吸収する形でローウェル校 (Lowell) 、ダートマス校 (Dartmouth) が開校され、現在に至る。

## 構成
マサチューセッツ大学の各校はそれぞれ独立して運営されている。入学資格もそれぞれ異なり、レベルも異なる。とりわけマサチューセッツ大学アマースト校は公立大学の中でもレベルが高く、さまざまな分野でランクインしている。
マサチューセッツ大学アマースト校の入学志願者数は2003年より急増しており、それに伴い競争率も高くなってきている。2007年度秋セメスターの合格率は66%、SATの他に入学資格として高校のGPAは3.48以上と高かった。
マサチューセッツ州にはハーバード大学やMITなど数々の有名校が軒を連ねており、大学のレベルがアメリカの中でも特に高いといわれている。

## キャンパス
- マサチューセッツ大学アマースト校 (University of Massachusetts Amherst)
- マサチューセッツ大学ボストン校  (University of Massachusetts Boston)
- マサチューセッツ大学ローウェル校  (University of Massachusetts Lowell)
- マサチューセッツ大学ダートマス校  (University of Massachusetts Dartmouth)
- マサチューセッツ大学ウースター校  (University of Massachusetts Medical School)

## 日本での学位授与

### UMass（マサチューセッツ大学）MBAプログラム
UMass（マサチューセッツ大学）MBAプログラムは、株式会社アビタスが提供する米国マサチューセッツ州立大学ローウェル校  (University of Massachusetts Lowell) の経営学修士（MBA）学位を、最短2年でオンラインで取得できるプログラムである。（最長在籍期間は5年間）同プログラムで取得できる'MBA'はMBA教育を評価・認証する国際機関AACSB (The Association to Advance Collegiate Schools of Business) から認証を得ている。

カリキュラムは日本語と英語のハイブリッド形式であるため、入学資格に、4年制大学卒業の学位 および TOEIC700点以上あるいはTOEFL(iBT)100点以上 を有していることが要求されている。